# Pavel Schmidt
Pavel Schmidt (ur. 9 lutego 1930 w Bratysławie, zm. 14 sierpnia 2001 w Magglingen) – słowacki wioślarz reprezentujący Czechosłowację, mistrz olimpijski.
Wystąpił na igrzyskach olimpijskich w Rzymie w 1960, gdzie wspólnie z Václavem Kozákiem zdobył złoty medal w dwójkach podwójnych. W wyścigu finałowym o 2,99 sekundy wyprzedzili osadę ZSRR i o 3,09 sekundy osadę Szwajcarii. Został tym samym pierwszym w historii Słowakiem, który zdobył mistrzostwo olimpijskie. Był to jego jedyny start olimpijski.
W parze z Kozákiem zdobył także srebro na mistrzostwach Europy w Mâcon (1959) i brąz na mistrzostwach Europy w Pradze (1961). 
Po 1968 wyemigrował do Szwajcarii, gdzie początkowo pracował jako trener wioślarstwa. Później prowadził także prywatną praktykę psychiatryczną.